# دیوید براون (تهیه‌کننده)
 دیوید براون (انگلیسی: David Brown؛ ۲۸ ژوئیهٔ ۱۹۱۶ – ۱ فوریهٔ ۲۰۱۰) یک تهیه‌کننده اهل ایالات متحده آمریکا بود. وی بین سال‌های ۱۹۷۳ تا ۲۰۰۲ میلادی فعالیت می‌کرد.